# Lawrence H. Wasserman
| 27502 Stephbecca      | 3 aprile 2000     |
| 71445 Marc            | 4 gennaio 2000    |
| 81790 Lewislove       | 2 maggio 2000     |
| 97631 Kentrobinson    | 3 marzo 2000      |
| 152985 Kenkellermann  | 4 aprile 2000     |
| 165192 Neugent        | 26 agosto 2000    |
| 168698 Robpickman     | 5 aprile 2000     |
| 246345 Carolharris    | 11 ottobre 2007   |
| 249061 Antonyberger   | 11 ottobre 2007   |
| 283277 Faber          | 13 agosto 2004    |
| 294402 Joeorr         | 11 novembre 2007  |
| 320942 Jeanette-Jesse | 5 aprile 2008     |
| 326164 Miketoomey     | 24 maggio 2001    |
| 328305 Jackmcdevitt   | 20 ottobre 2006   |
| 328677 Stofan         | 18 settembre 2009 |
| 329018 Neufeld        | 1º dicembre 2005  |
| 329069 Russellporter  | 20 ottobre 2006   |
| 343774 Samuelhale     | 20 ottobre 2006   |
| 344040 Davidiactor    | 23 maggio 2001    |
| 352273 Turrell        | 11 ottobre 2007   |
| 355657 Poppy          | 1º aprile 2003    |
| 359474 Robertwilliams | 12 agosto 2004    |
| 376311 Naidubezawada  | 3 marzo 2000      |
| 391532 Markdowning    | 8 settembre 2007  |
| 541222 Ianbaker       | 2 dicembre 2005   |

Lawrence H. Wasserman (...) è un astronomo statunitense.
Il Minor Planet Center gli accredita la scoperta di trecentodiciannove asteroidi, effettuate tra il 2000 e il 2016, in parte in collaborazione con altri astronomi: Marc W. Buie, James Elliot, Jessica Lovering, Robert L. Millis, E. L. Ryan e David E. Trilling.
Gli è stato dedicato l'asteroide 2660 Wasserman.